# Chủ nghĩa tư bản giám sát
Chủ nghĩa tư bản giám sát (thuật ngữ tiếng Anh: Surveillance capitalism) là một khái niệm kinh tế chính trị chỉ tới sự lưu trữ hàng loạt và hàng hóa hóa dữ liệu cá nhân bởi các tập đoàn tư bản. Theo Shoshana Zuboff, tư bản giám sát có động cơ chính là lợi nhuận, và nó bắt nguồn kể từ khi các tập đoàn quảng cáo lớn, dẫn đầu bởi AdWords của Google, nhận ra rằng họ có thể lợi dụng dữ liệu cá nhân để nhắm đúng đối tượng khách hàng hơn.